# Maria Laura Simonetto
Maria Laura Simonetto (ur. 11 listopada 1987 w  Cittadella) – włoska pływaczka, specjalizująca się głównie w stylu dowolnym.
Srebrna medalistka mistrzostw Europy z Eindhoven w sztafecie 4 × 100 m stylem dowolnym oraz Uniwersjady z Belgradu w sztafecie 4 × 100 m stylem zmiennym.
Uczestniczka Igrzysk Olimpijskich z Pekinu (42. miejsce na 100 m stylem dowolnym i 10. miejsce  w sztafecie 4 × 100 m stylem zmiennym).